# As miçangas

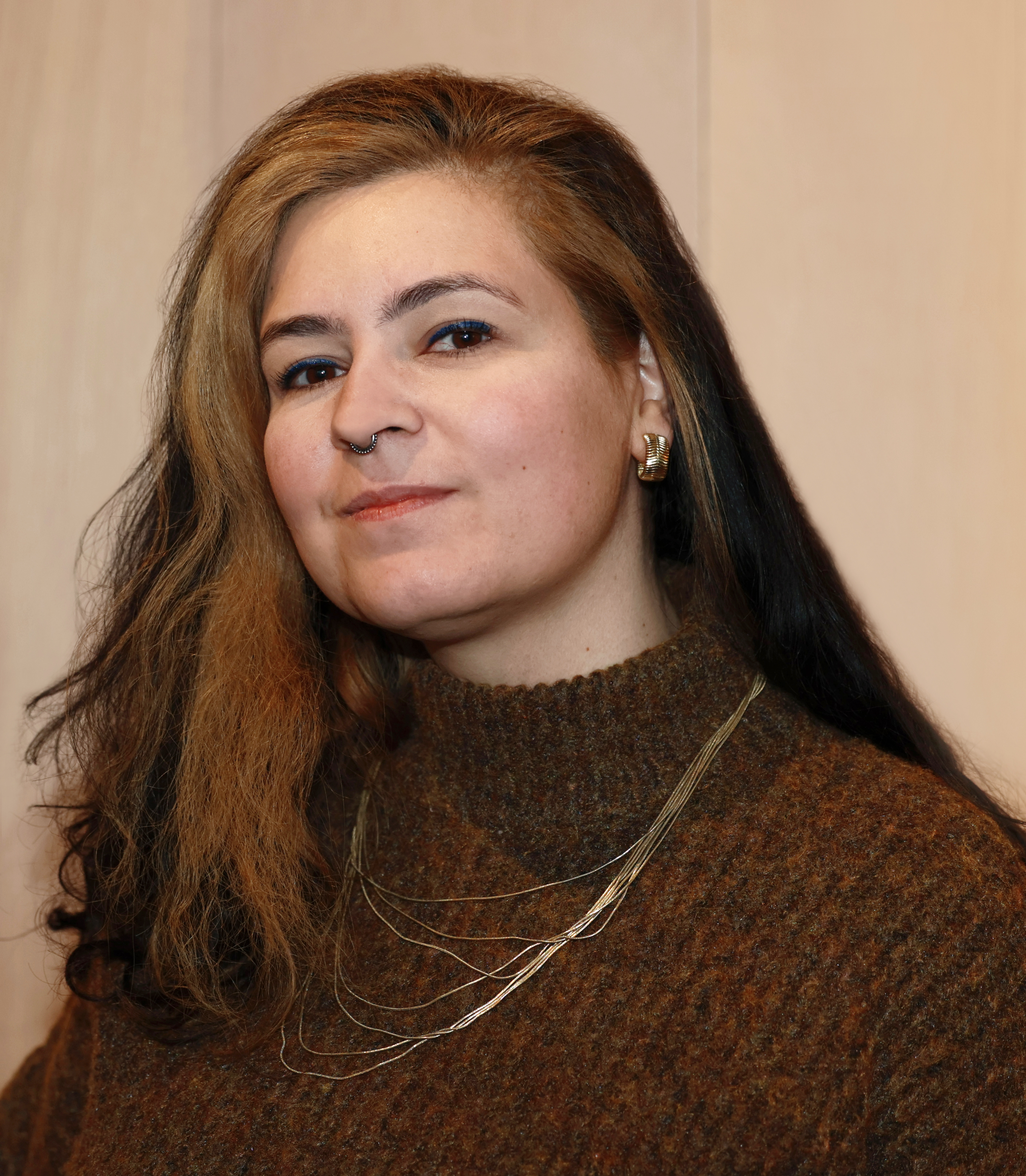
Regisseurin Rafaela Camelo, 2023

As miçangas (deutscher Festivaltitel Perlen, englischer Festivaltitel The Beads) ist ein brasilianischer Kurzfilm unter der Regie von Rafaela Camelo und Emanuel Lavor aus dem Jahr 2023. Der Film feierte am 19. Februar 2023 auf der Berlinale seine Weltpremiere in der Sektion Berlinale Shorts.

## Handlung
In einem abgelegenen Ferienhaus nimmt eine junge Frau eine medikamentöse Abtreibung vor, eine zweite Frau ist bei ihr und unterstützt sie. Die Schlange, die sie umschleicht, bemerken die beiden nicht.

## Produktion

### Filmstab
Regie führten Rafaela Camelo und Emanuel Lavor, das Drehbuch stammt von Emanuel Lavor. Die Kameraführung lag in den Händen von Joanna Ramos, die Musik komponierte Letícia Fialho und für den Filmschnitt war Henrique Laterza verantwortlich.
In wichtigen Rollen sind Pâmela Germano, Tícia Ferraz und Karine Teles zu sehen.

### Produktion und Förderungen
Produziert wurde der Film von Daniela Marinho Martins. Für den Weltvertrieb ist Agencia Freak zuständig.

### Dreharbeiten und Veröffentlichung
Der Film feierte am 19. Februar 2023 auf der Berlinale seine Weltpremiere in der Sektion Berlinale Shorts.

## Auszeichnungen und Nominierungen
- 2023: Internationale Filmfestspiele Berlin